# URBANO L01
URBANO L01（アルバーノ エル ゼロイチ）は、京セラによって日本国内向けに開発された、auブランドを展開するKDDIおよび沖縄セルラー電話のURBANOシリーズの一つで、CDMA 1X WIN、および第3.9世代移動通信システム（au 4G LTE）対応スマートフォンである。製造型番はKYY21。

## 概要
URBANOシリーズのスマートフォンとしては第2弾となるスマートフォンであり、既存のDIGNO S KYL21を基に開発された。40代以上のユーザー、ならびにスマートフォン初心者、同キャリア向けの簡単ケータイシリーズを含む既存のフィーチャーフォン（携帯電話）からの機種変更のユーザーなどを想定している。
前代機種のURBANO PROGRESSO（KYY04）と異なり、DIGNOシリーズに含まれない。
バッテリーは取り外しが可能で、2013年9月上旬より非接触充電（Qi）に対応したバッテリーパック及び専用電池フタが発売された。ちなみにauでは初めてのワイヤレス給電対応となる。
前代機種のURBANO PROGRESSOで搭載されなかったイヤホンジャックが今機種で採用されている。
au ICカードはnano SIMタイプのカードが使用される。これはAndroidを搭載したauスマートフォンとしては初の試みとなる。

## 歴史
- 2013年（平成25年）5月18日 - 連邦通信委員会（FCC）を通過[4]。
- 2013年5月20日 - KDDI、および京セラより公式発表。
- 2013年6月21日 - 全国にて一斉発売。
- 2013年9月上旬 - 無接点充電（Qi）用充電台、および本機専用無接点充電用電池パック、本機専用無接点充電用電池フタ（リアパネル・計4色）がそれぞれ発売。

## プリインストールアプリ
- Skype
- Friends Note
- Foursquare
- きせかえtouch
- au Smart Sports Run&Walk
- au Smart Sports Karada Manager
- au Smart Sports Fitness
- au one GREE
- au one Brand Garden
- au one ショッピングモール
- au one モバオク
- au one ナビウォーク
- au one 助手席ナビ
- au one ニュースEX
- じぶん銀行
- Twitter for Android
- すぐ文字 for Android
- すぐこえ

## 主な機能・サービス
※PC向けWebブラウザが標準装備されておりFlashコンテンツもフル表示可能。携帯向けサイト(EZWeb)は他のスマートフォンやPCと同じく閲覧不可。
| 主な機能・対応サービス                                                  | 主な機能・対応サービス                    | 主な機能・対応サービス              | 主な機能・対応サービス        |
| ----------------------------------------------------------------------- | ----------------------------------------- | ----------------------------------- | ----------------------------- |
| auウィジェット Webブラウザ                                              | LISMO! for Android LISMO WAVE             | おサイフケータイ                    | ワンセグ                      |
| au one メール PCメール Gmail EZwebメール                                | デコレーションメール デコレーションアニメ | Skype au                            | PCドキュメント                |
| au Smart Sports Run & Walk Karada Manager ゴルフ(web版) Fitness、歩数計 | GPS 方位計                                | au oneナビウォーク au one助手席ナビ | au one ニュースEX au one GREE |
| じぶん銀行                                                              | かんたんメニュー 緊急地震速報             | Bluetooth                           | 無線LAN機能 (Wi-Fi)           |
| 赤外線通信 (IrDA)                                                       | au 4G LTE WIN HIGH SPEED                  | グローバルパスポート(CDMA・GSM)     | auフェムトセル                |
| microSD microSDHC                                                       | モーションセンサー(6軸)                   | 防水 防塵                           | 簡易留守録 着信拒否設定       |

- 安心セキュリティパックは、フル対応

## アップデート
2013年8月20日に以下の不具合及び対応範囲の修正がケータイアップデートによって行われた。
- ロック画面が解除しにくい。
- タッチパネルが反応しない場合がある。
- ワイヤレス充電（無接点充電）に対応。なお、使用には別途、対応するオプション品が必要。
- 上記以外の、より快適にURBANO L01を利用できる改善内容。